# Michael Hersch
Michael Nathaniel Hersch, né le 25 juin 1971 à Washington, est un pianiste et compositeur américain.

## Biographie
Débuts et éducation musicale
Né à Washington, Michael Hersch a grandi à Reston, dans l’État de Virginie. Il a été introduit à la musique classique à l’âge de 18 ans par son jeune frère Jamie, qui lui a montré une vidéo de Georg Solti dirigeant la Symphonie no 5 de Beethoven.
Il a commencé ses études au conservatoire de l’Institut Peabody à Baltimore. En 1995, Michael Hersch a étudié au conservatoire Tchaïkovski de Moscou, où il a travaillé avec Albert Leman (en) et Roman Ledenev. La même année, il a travaillé également avec John Corigliano, John Harbison et George Rochberg à un programme pour les jeunes compositeurs. Michael Hersch est retourné à l’Institut Peabody pour ses études supérieures. Il est à présent à la tête du département de composition de l’institut.
Reconnaissance
Son premier succès est venu quand Marin Alsop a décerné à Michael Hersch le Prix des compositeurs américains pour Elegy, œuvre qu’elle a dirigée au Lincoln Center, à New York. La même année, il a obtenu une bourse Guggenheim en composition musicale. Il a été aussi un fellow du Tanglewood, où il a étudié sous la férule de Christopher Rouse, du Festival de Norfolk pour la musique contemporaine et du Festival de musique du Pacifique à Sapporo, au Japon. En 2000, Michael Hersch a reçu le Prix de Rome, en 2001 le Prix de Berlin. En Europe il a travaillé avec Hans Werner Henze et Luciano Berio. L’Académie américaine des arts et des lettres lui a octroyé la Bourse Charles Ives (1996) et la Bourse Goddard Lieberson (2006).
Les premiers enregistrements sont sortis sur le label Vanguard Classics, le tout premier datant de 2003, avec le compositeur au piano avec des solistes de l’orchestre philharmonique de Berlin. Il a été suivi de deux autres disques sur Vanguard. Le deuxième, avec Michael Hersch interprétant sa propre musique ainsi que celle de Morton Feldman, Wolfgang Rihm et Josquin des Prés, a été sélectionné par le Washington Post et Newsday parmi les disques notables de 2004-2005. En 2007, son œuvre pour piano d’une durée de plusieurs heures, The Vanishing Pavilions (2005), avec le compositeur au clavier, est publiée en disque.

## Œuvres
Orchestre
- On Sorrow, Anger and Reflection (1998), créé par la CBC Vancouver Symphony ;
- Ashes of Memory (1998-99), créé par le Pittsburgh Symphony Orchestra, dirigé par Mariss Jansons ;
- Recollections of Fear, Hope and Discontent (1998), créé par la New York Chamber Symphony ;
- Symphonie no 1 (1999), commandé et interprété par le Dallas Symphony Orchestra pour son 100e anniversaire ;
- Umbra (2001), écrit pour le Brooklyn Philharmonic et Robert Spano
- Symphonie no 2 (2001), commandé par le Pittsburgh Symphony Orchestra et Mariss Jansons ;
- Fracta (2003), fondé sur son œuvre de musique de chambre After Hölderlin's Hälfte des Lebens ;
- Arraché (2005) ;
- Variations sur un thème de Hugo Wolf (2004), pour orchestre de chambre ou grand orchestre.

Orchestre avec soliste
- Piano Concerto (2002), créé par Garrick Ohlsson au nom de trois orchestres : Pittsburgh, Saint-Louis et Oregon.

Musique de chambre
- Trio no 1, pour violon, clarinette soprano et piano (1995) ;
- After Hölderlin's Hälfte des Lebens, pour clarinette soprano et violoncelle (2000), écrit pour le clarinettiste belge Walter Boeykens ;
- Elegy for Strings (1997) ;
- Quatuor avec piano (1999) ;
- Trio no 5, pour violon, clarinette et piano (1998), commande du Verdehr Trio ;
- Quatuor pour cor, violon, violoncelle et piano, commandé par l'Orchestre de Saint-Luc ;
- Deux pièces pour violoncelle et piano (2000) ;

D'après Hälfte des Lebens de Hölderlin, pour alto et violoncelle (2002) ;
- Octet pour cordes (4 violons, 2 altos et 2 violoncelles) (2002), une adaptation d'Umbra, commandée par Boris Pergamenschikov et l'Académie Kronberg ;
- Variations sur un poème, pour piano, violon et violoncelle (2004).

Solo - Instrumental
- Sonate no 1 pour violoncelle solo (1994; révisé 2001), composé pour Daniel Gaisford ;
- Sonate no 2 pour violoncelle solo (2001) ;
- Sonate pour violon solo (1999) ;
- Recordatio (2003), pour piano solo, in memoriam pour Luciano Berio ;
- Two Pieces for Piano, une adaptation des deux premières parties de son Concerto pour piano ;
- Miłosz Fragments, pour piano (2000) ;
- Tramontane, pour piano solo (2000-01) ;
- Réflexions sur une œuvre de Henze (2001), interprétée par le compositeur à l'occasion du 75e anniversaire de Henze ;

l'épave des fleurs: 21 pièces basées sur la poésie et la prose de Czesław Miłosz (2004); une sonate pour violon et piano, commandée par Midori ;
- Five Fragments for violin (2004) ;
- The Vanishing Pavilions for piano (2005) (livres 1 et 2 complets) ;
- Fantaisie sur "Es wolle Gott uns gnaedig sein" de Samuel Scheidt pour piano (2005) ;

Chant
- Elegy, pour baryton et piano (2001), texte sur un poème de Theodore Roethke ;
- It Was Beginning Winter, pour baryton et piano (2001), texte sur un poème de Theodore Roethke.

Opéra
- On the Threshold of Winter (2012).

Arrangements
- Josquin des Prés, arrangements pour piano solo (2003) ;
- Richard Wagner, Wesendonck Lieder pour violon solo et ensemble de chambre.